# Oot (plant)
Oot (Avena fatua) is een eenjarige plant, die behoort tot de grassenfamilie. Het is een archeofyt.
De soort staat op de Nederlandse Rode lijst van planten als vrij zeldzaam en matig afgenomen. Oot is een hexaploid en heeft het aantal chromosomen van 2n = 6x = 42.

## Kenmerken

### Plant
De plant wordt 60-120 cm hoog en bloeit van juni tot in september met een 10-40 cm lange en tot 20 cm brede, ijle, piramidevormige pluim met enige zeer grote, overhangende, twee- of driebloemige aartjes. De kale stengel heeft drie tot vijf knopen.
De glanzig, lichtgroene bladeren worden 10-30 cm lang en 4-15 mm breed, maar zijn in de schede nog opgerold. De bladeren zijn aan de basis en de rand kort behaard. De bladschede is kaal. Het tongetje is 3-6 mm lang met een vliezige rand.

### Vruchten
Een aartje is zonder kafnaald 16-25 mm lang. De as van het aartje is behaard. De aartjes hebben twee tot drie bloemen. De rijpe vruchten van de tweede en derde bloem vallen afzonderlijk af. De achtergebleven littekens hebben ten dele een harde glanzende rand. De kale, stug-papierachtige, langwerpig-eironde, spitse kelkkafjes hebben zeven of meer nerven en zijn 2 cm lang.
De lancetvormige kroonkafjes hebben zeven nerven en zijn 15-20 mm lang en hebben aan de top twee tanden. De onderste helft is bezet met stijve, vaak bruine haren. Het bovenste kroonkafje is iets korter dan het onderste kroonkafje. De geknikte kafnaald op het onderste kroonkafje is 15-40 mm lang en in het onderste deel gedraaid. De helmhokjes zijn 3 mm lang.
De graanvrucht is 7-8 mm lang en vallen snel af. De zaden blijven ten minste vijf jaar, tot wel twintig jaar, kiemkrachtig.

## Voorkomen
Oot komt voor op vochtige tot droge, voedselrijke grond in graanakkers en bermen.

## Gebruik
Oot werd al gebruikt in de Bronstijd. Veel later, tijdens de Eerste Wereldoorlog, werd de soort nog veelal verbouwd in Rusland.

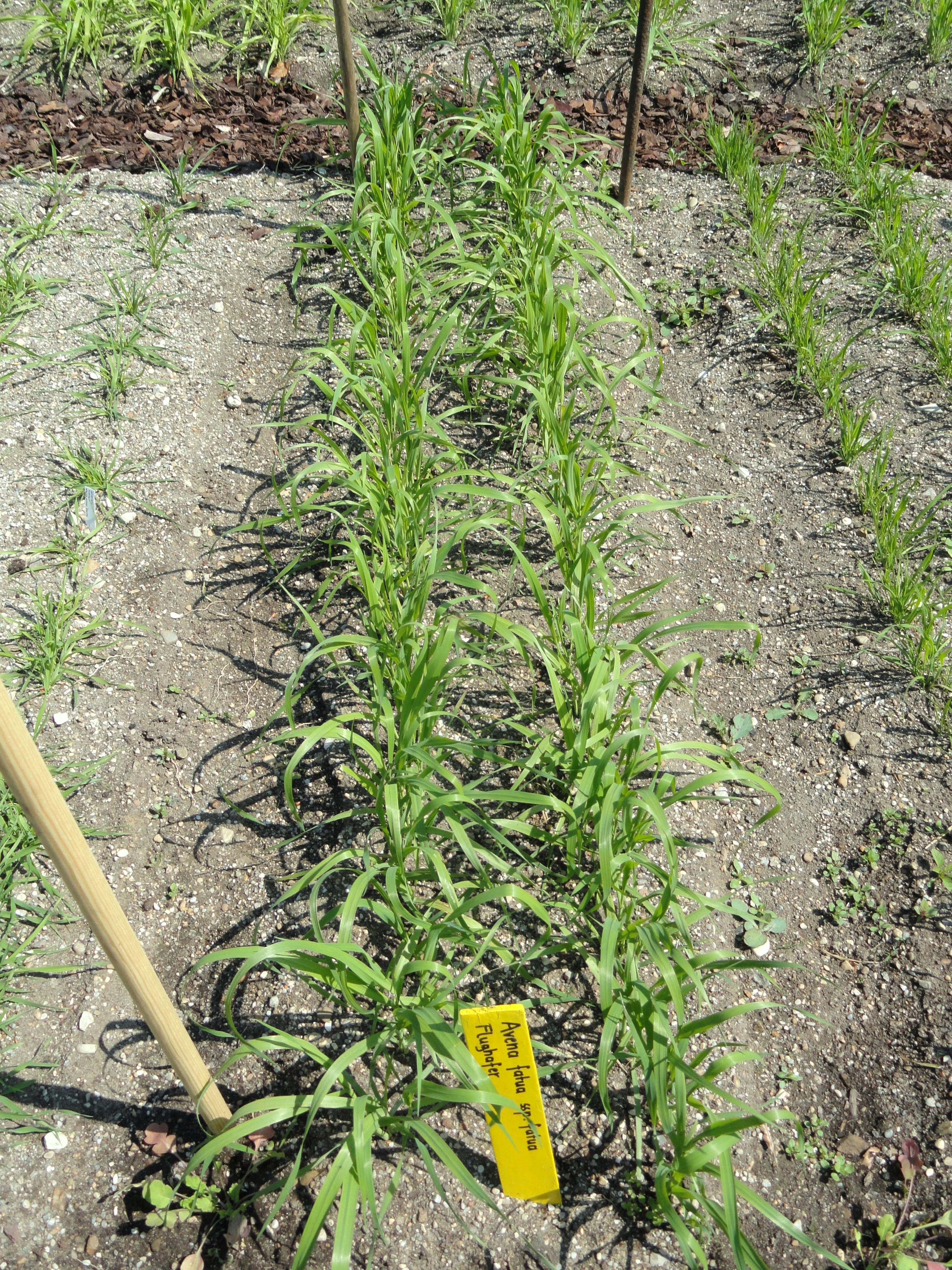
Planten
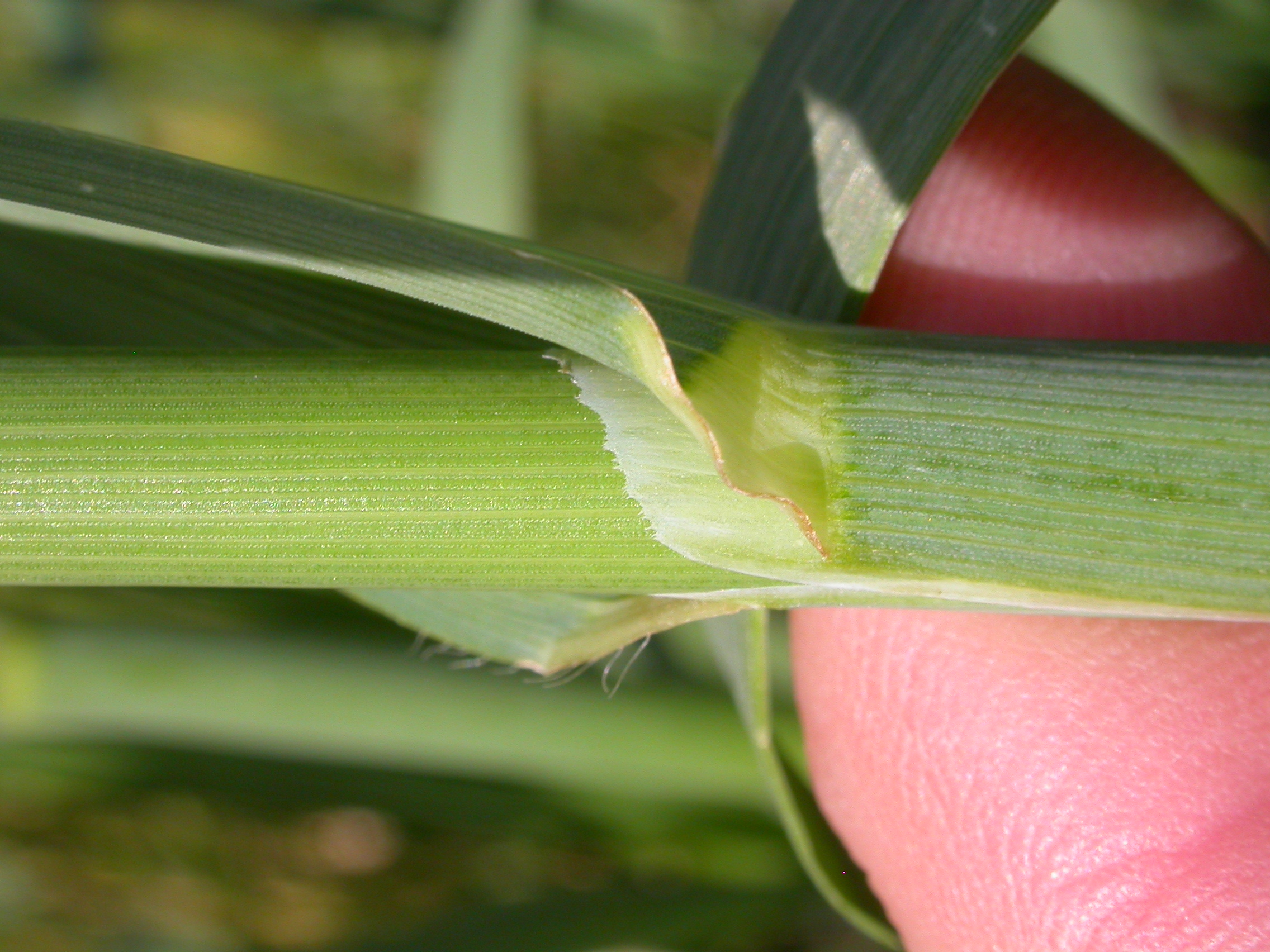
Tongetje
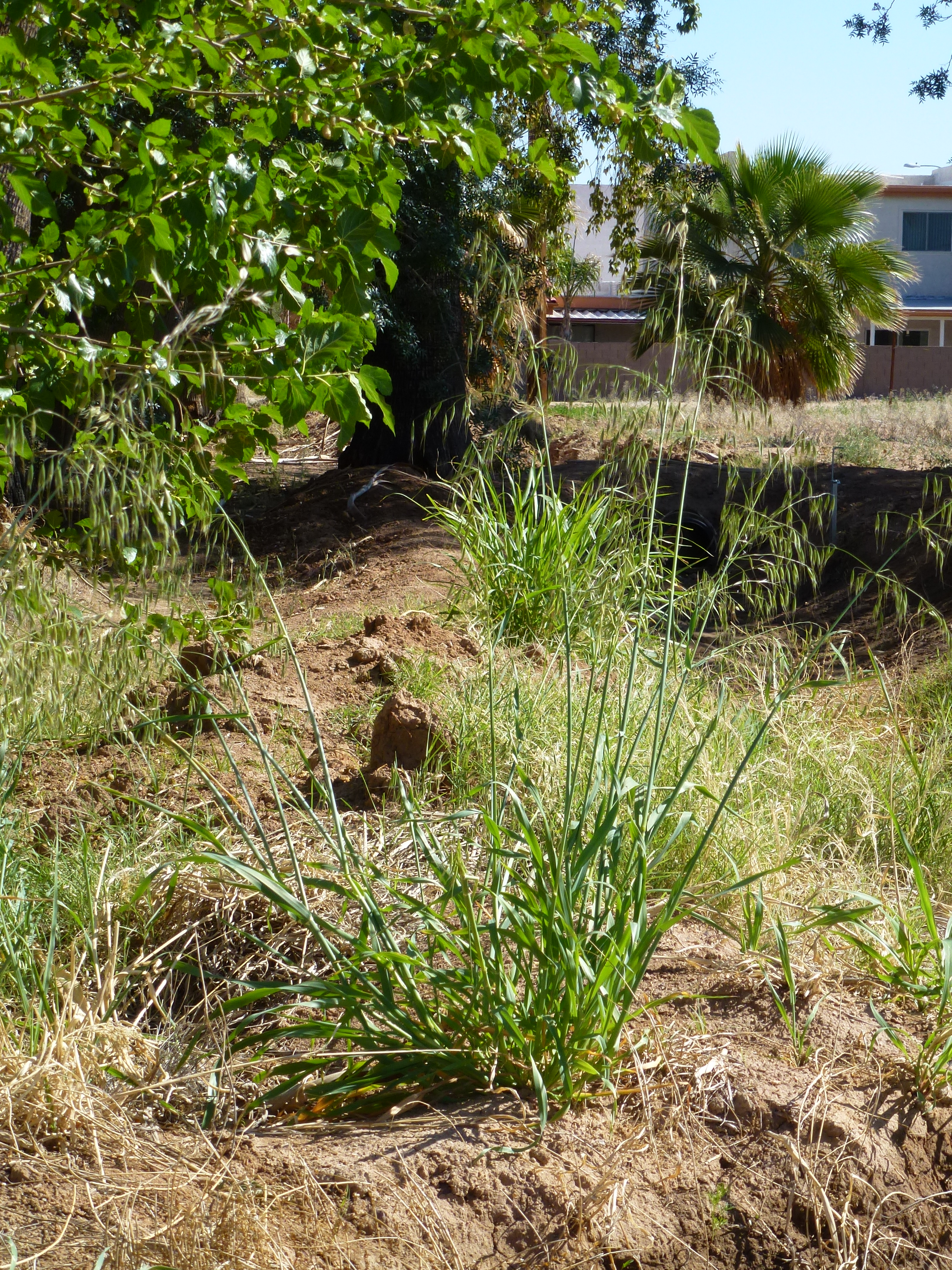
Bloeiende plant
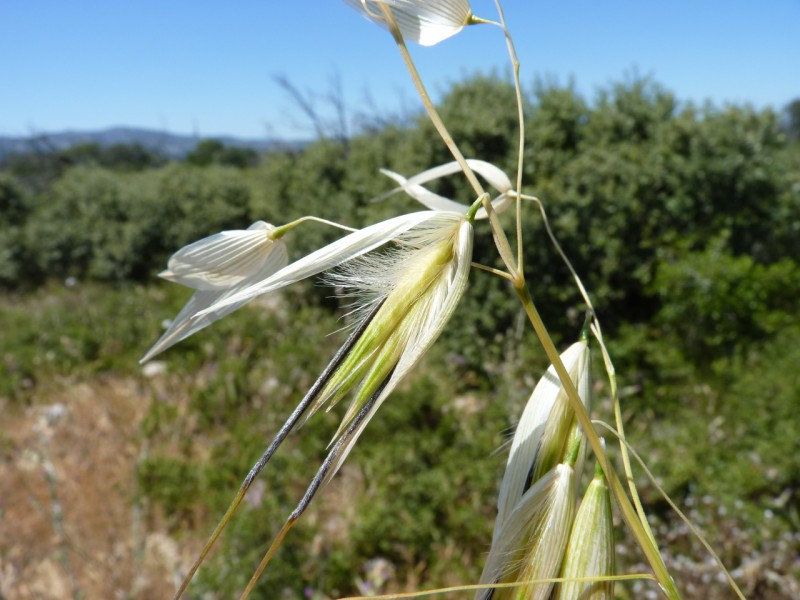
Bloeiend aartje
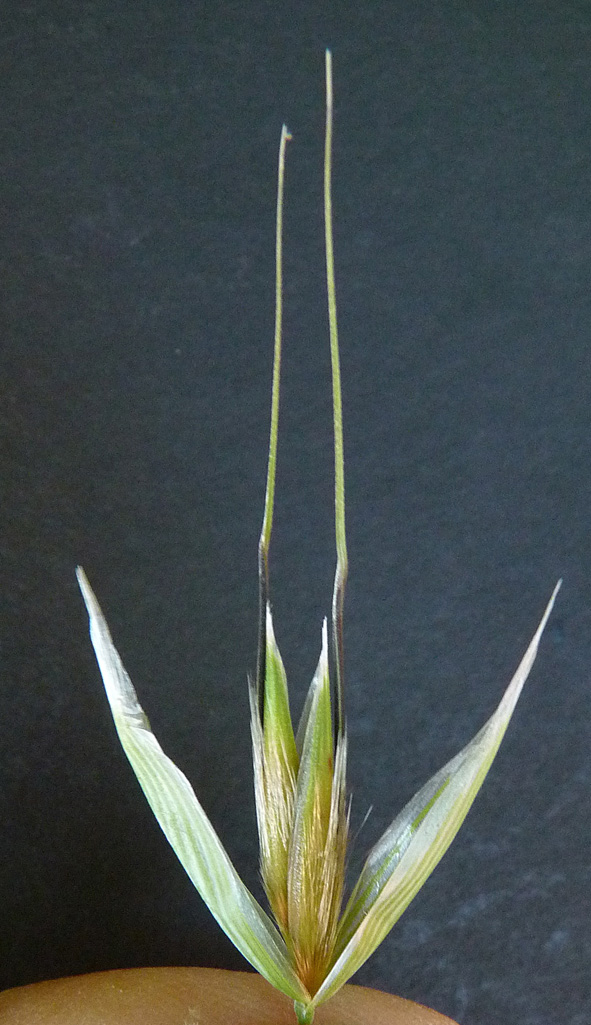
Kafnaalden
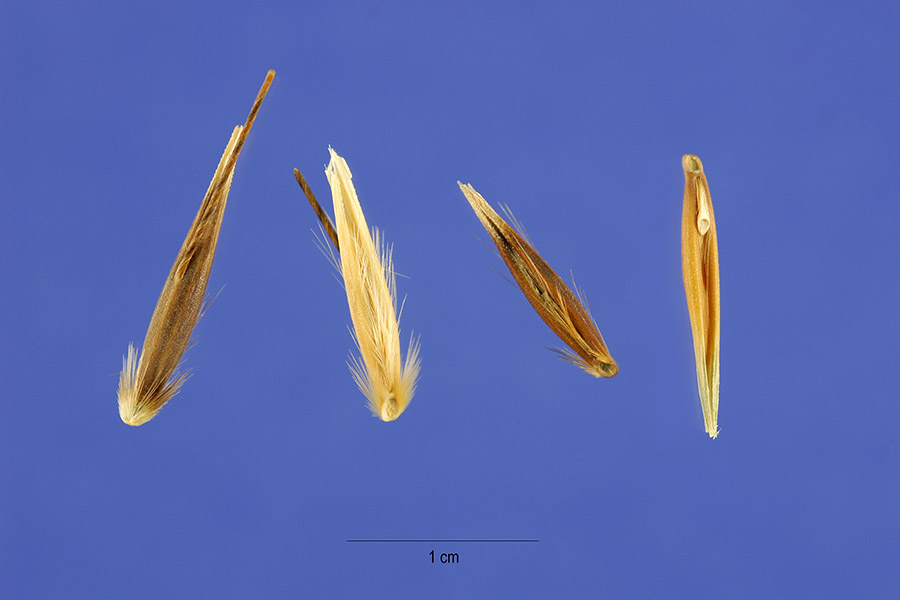
Vruchten (zaden)